# Camilla Friedländer

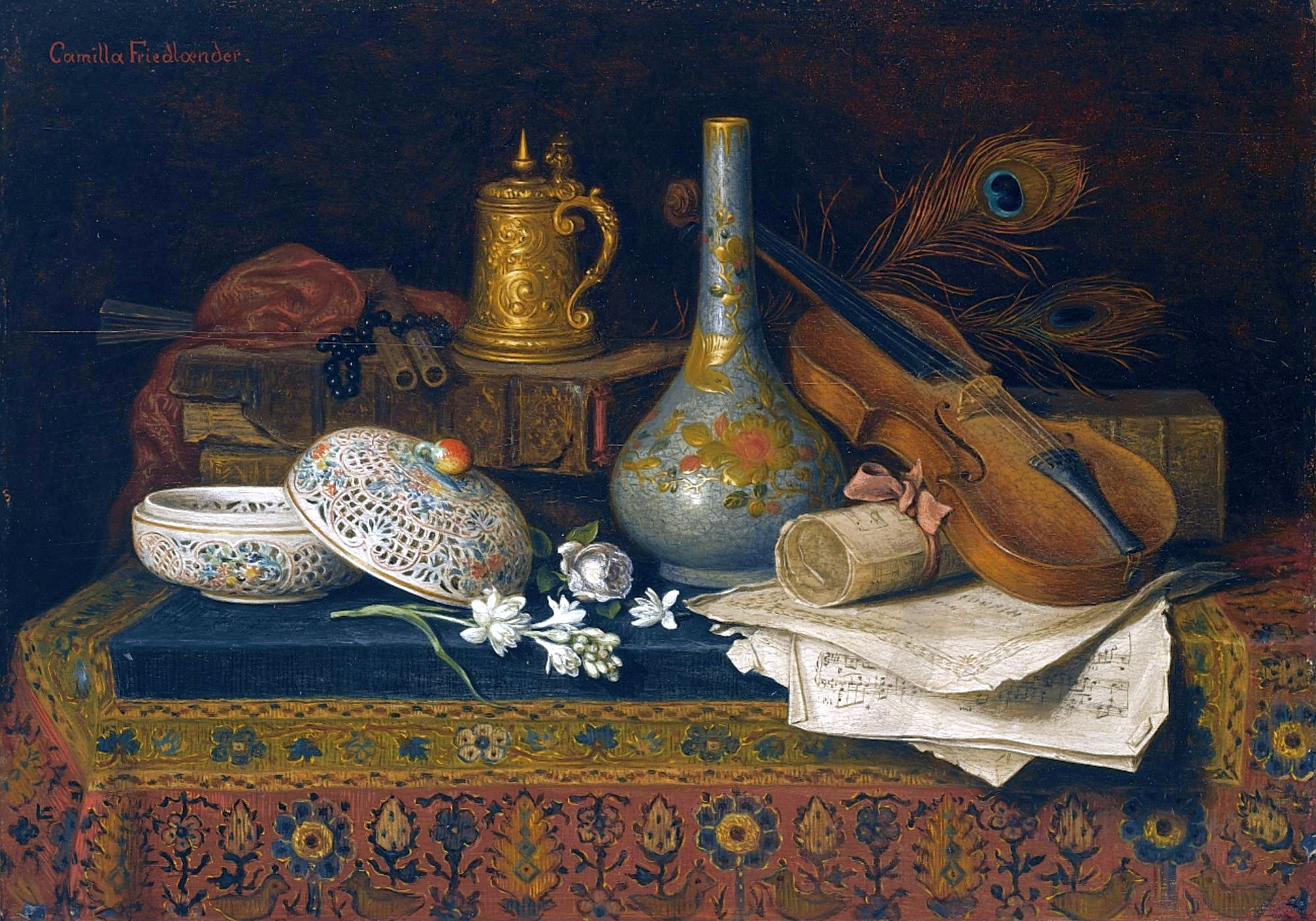
Stillleben mit chinesischen Artefakten und Geige von Camilla Friedländer

Camilla Edle von Malheim Friedländer (* 10. Dezember 1856 in Wien; † 3. Oktober 1928 ebenda) war eine österreichische Stillleben-Malerin.

## Leben
Camilla Friedländer kam 1856 in Wien als Tochter des Genremalers Friedrich Friedländer zur Welt, dem 1889 der Titel „Ritter von Malheim“ verliehen wurde. Sie hatte drei Schwestern und zwei Brüder, davon waren Hedwig Friedländer und Alfred Friedländer ebenfalls als Maler tätig. Sie erhielt ihre künstlerische Ausbildung von ihrem Vater und teilte sich mit ihm ein Atelier. Zusammen reisten sie nach Italien, in den Orient und nach Paris, wo Camilla Friedländer blieb, um ihre Studien fortzusetzen.
1879 beschickte Friedrich Friedländer die internationale Kunst-Ausstellung im Münchner Glaspalast mit einem Porträt seiner Tochter Camilla und sie selbst zeigte dort ein Küchenstillleben. 1882 begann Camilla Friedländer im Wiener Künstlerhaus auszustellen. Daneben zeigte sie ihre Werke auch bei Ausstellungen des Österreichischen Kunstvereins und 1893 auf der Weltausstellung in Chicago. Mit einem im Londoner Crystal Palace ausgestellten Werk gewann sie eine Medaille. Ihr Ölgemälde Orientalische Gegenstände, das sie 1891 auf der 20. Ausstellung des Wiener Künstlerhauses präsentierte, wurde von Kaiser Franz Joseph I. gekauft.
Als ihr Vater 1901 verstarb, trat Camilla Friedländer noch im gleichen Jahr in das Kloster der Salesianerinnen in Wien ein und gab die Malerei nahezu völlig auf. 1928 starb sie im Alter von 71 Jahren.

## Werk

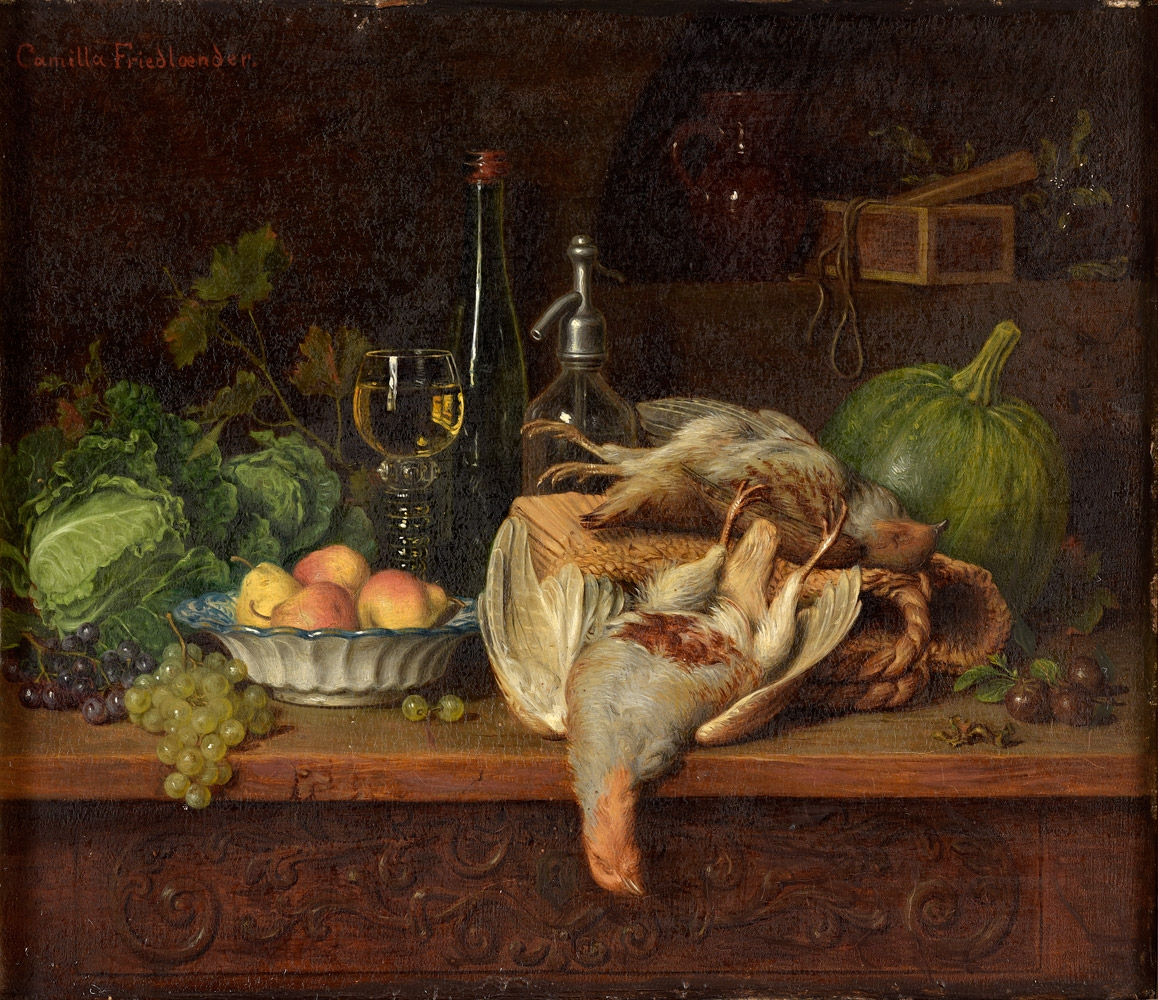
Eines der Küchenstillleben von Camilla Friedländer.

Camilla Friedländer malte hauptsächlich kleinformatige bis miniaturhafte Stillleben in Öl auf Holz. Diese stellen insbesondere Küchen- und Haushaltsgegenstände (oft orientalischer Herkunft) dar, zudem Antiquitäten, Blumen und tote Tiere. Ihre Werke sind sehr detailreich, präzise und mit sorgfältigem Farbauftrag ausgeführt. Zuweilen äußerten zeitgenössische Kritiker, Friedländer besitze mehr Geduld als künstlerische Kreativität, aber ihre akkuraten Arbeiten verschafften ihr Erfolg und Anerkennung als Künstlerin.
Werke (Auswahl)
- Stilleben mit Spitzendecke, Holz, 17 × 24 cm, Wallraf-Richartz-Museum & Fondation Corboud, Köln[5]
- Küchenstillleben, 1879 ausgestellt auf der internationalen Kunst-Ausstellung im Münchner Glaspalast[3]
- Stillleben mit diversen Trinkgefäßen, 1888, Rudolfinum, Prag[6]
- Orientalischer Hausrat, um 1890, Öl auf Holz, 26,5 × 19,7 cm, Signatur rechts oben: Camilla Friedlaender, Österreichische Galerie Belvedere (1929 Übernahme aus dem Kunsthistorischen Museum Wien, Kaiserliche Gemäldegalerie)[7]